# Auxiliaire vétérinaire
Pour les articles homonymes, voir AVQ et ASV.
 (mai 2024).
Si vous disposez d'ouvrages ou d'articles de référence ou si vous connaissez des sites web de qualité traitant du thème abordé ici, merci de compléter l'article en donnant les références utiles à sa vérifiabilité et en les liant à la section « Notes et références ».
L’auxiliaire vétérinaire est le professionnel de la science vétérinaire qui effectue des procédures de manière autonome ou semi-autonome, dans le cadre d'un système d'assistance vétérinaire.
Le document varie à travers le monde, et les titres communs incluent infirmier vétérinaire, technicien vétérinaire et auxiliaire vétérinaire et des variantes avec le préfixe de «santé animale» dans certains pays.
La portée de la pratique varie d'un pays à l'autre, certains pays autorisant les travailleurs paravétérinaires dûment qualifiés dans une gamme d'autonomie pratique, y compris la chirurgie mineure, et d'autres pays limitant leurs travailleurs à l'assistance d'autres professionnels.

## Activités
L'auxiliaire vétérinaire peut effectuer de nombreuses tâches, allant de l'entretien des locaux et du matériel à la gestion courante, en passant, bien sûr, par les soins aux animaux. Plus la structure est importante, plus son rôle se spécialise. La polyvalence et l'adaptabilité sont essentielles à ce métier :
- L'auxiliaire vétérinaire est chargé(e) d'accueillir les clients, au téléphone comme à l'accueil, de les renseigner, de gérer les rendez-vous, de délivrer les produits dans le respect de la règlementation. Elle (il) tient la caisse et peut être amené(e) à assurer la comptabilité courante.
- Elle (il) effectue également le contrôle des stocks de médicaments et des divers produits qu'elle (il) peut être chargé(e) de vendre (aliments, médicaments, colliers, laisses, etc.), et prépare et transmet les commandes.
- Elle (il) assure aussi l'hygiène des surfaces et du matériel : nettoyer et désinfecter le matériel chirurgical et d'usage courant, veiller à la propreté des diverses salles y compris le chenil, ainsi qu'à la convivialité de la salle d'attente.
- L'auxiliaire vétérinaire participe au suivi des animaux hospitalisés (chiens, chats, lapins, rongeurs, reptiles, ...), depuis l'installation dans les cages d'hospitalisation jusqu'à l'administration des traitements. En fonction de l'orientation de l'activité de la clinique, elle (il) peut avoir à s'occuper de d'animaux d'espèces inhabituelles (lapins, rongeurs, furets, oiseaux, reptiles...), de vaches, moutons, chèvres (clientèle rurale), de chevaux (clientèle équine). Il existe des cliniques (rares) qui n'accueillent que des chats (clinique féline) ou des NAC (clinique "exotique"), et quelques Centres Hospitaliers Vétérinaires (structures de taille importante, avec un personnel nombreux, et fonctionnant 24h/24).
- Elle (il) assure la contention des animaux pour aider le vétérinaire à réaliser les soins courants (injections, pansements, nettoyage et traitement des yeux, des oreilles) et les examens complémentaires (imagerie médicale, prises de sang, d'urine). Elle (il) assiste le vétérinaire pendant les opérations chirurgicales et les soins post-opératoires. Elle (il) peut effectuer des analyses simples de laboratoire, développer des radiographies. Elle (il) doit exercer sous la supervision d'un vétérinaire, et n'a pas le droit (en France) de réaliser d'actes de chirurgie ni de détartrages.
- L'auxiliaire vétérinaire doit être en bonne santé (pas d'allergie aux animaux ni aux produits chimiques) afin de supporter la station debout et les déplacements fréquents. Il est nécessaire d'avoir une certaine force physique pour manipuler des animaux qui dépassent fréquemment 30 kg, pas forcément coopératifs, ainsi qu'assumer le port de charges. Elle (il) ne doit pas avoir peur des animaux et aimer les soigner.

## Formation (attention cet article fait la promotion d'une formation en particulier, à savoir celle d'APFORM)

### En France
En France, les termes d'auxiliaire spécialisé vétérinaire (ASV) et d'auxiliaire vétérinaire qualifié (AVQ) sont tous deux des termes reliant le même métier à un échelon différent et des responsabilités différentes.
Classification des emplois : la convention collective nationale des cabinets et cliniques vétérinaires concerne tous les salariés des vétérinaires libéraux qui ne sont pas vétérinaires eux-mêmes. La convention collective divise les employés en plusieurs échelons de dénomination précise : seuls les trois derniers échelons concernent les auxiliaires vétérinaires.
1. Personnel de nettoyage et d'entretien des locaux - Echelon 1
2. Personnel d’accueil et de secrétariat - Echelon 2
3. Auxiliaire Vétérinaire (assure des soins aux animaux, sans être titulaire d'une formation homologuée) - Echelon 3
4. Auxiliaire Vétérinaire Qualifié (AVQ) - Echelon 4
5. Auxiliaire Spécialisé Vétérinaire (ASV) - Echelon 5

Les trois premiers échelons sont accessibles sans avoir suivi une formation particulière. La formation pour devenir Auxiliaire Vétérinaire Qualifié (AVQ) échelon 4, n'est plus dispensée.
La formation ASV avec l’organisme de formation APFORM est accessible aux candidat(e)s à partir de 18 ans. La formation s'effectue en alternance et elle est prise en charge par l'OPCO-EP. Le statut du candidat en formation (en contrat d'apprentissage ou de professionnalisation) est celui de salarié.
La formation dure 2 ans. Les candidats doivent valider 4 unités de compétences pour obtenir le titre : Conseiller la clientèle, Réaliser la gestion Administrative, Appliquer les procédures d'hygiène, et Assister le vétérinaire. Ils obtiennent à la sortie, le titre professionnel “ASV GIPSA - Échelon 5”
Pour entrer en formation, 3 prérequis sont obligatoires :
- Avoir minimum 18 ans (âge légal lié à la réglementation sur la radioprotection)
- Avoir obtenu un titre ou diplôme de niveau 4 (baccalauréat général, technologique ou professionnel ou diplôme d’accès aux études universitaires),
- Justifier d’une immersion professionnelle en entreprise vétérinaire de 70 heures minimum, au cours des deux dernières années, équivalent à 2 semaines

Des écoles proposent aussi des formations d'ASV : 
- APIVET Formation en présentiel avec cours théoriques et stages - certification échelon 3 inscrit au RNCP N°34470
- En présentiel comme : Les Établières (ISSA) ou l'ESAV - Institut Bonaparte.
- Le gipsa proposé par APFORM
- En ligne (formation à distance avec stage en cabinet ou clinique vétérinaire) : IFSA, CNFDI, EFM Métiers Animaliers, LA NURSERIE. Cette dernière formation propose par exemple un cursus menant au titre d'AASV ou Auxiliaire Animalier en Santé Vétérinaire. À savoir que la société qui propose cette formation en ligne, WIZZVET, est spécialisée dans le transfert de connaissance entre vétérinaires par l'intermédiaire de WebConférences. Elle est donc connue des vétérinaires.
- Sup veto: formation privée en présentiel

Le nom donné à ces formations alternatives est variable et joue souvent de la proximité avec l'appellation homologuée (Aide-Soignant Spécialisé de la Santé Vétérinaire, Auxiliaire Animalier en Santé Animale...). 
Ces formations privées mèneront, tout comme le statut d'une auxiliaire débutante sans formation à être embauché à l'échelon 3 (cf définition des échelons dans la convention collective). 
Seule la formation ASV proposée par APFORM et délivrant le titre “ASV GIPSA” est homologuée et reconnue par la profession vétérinaire. 
L'accès aux contrats de professionnalisation ou d'apprentissage étant difficile (limites d'âges, nombre de places limité...), les autres formations sont souvent utilisées pour acquérir des connaissances de base sur le métier d'auxiliaire vétérinaire et peuvent être mentionnées sur un CV. Par la suite, avec un titre d'échelon 3 et un an d'expérience en cabinet ou clinique vétérinaire, il est possible de passer par une VAE (Validation des Acquis de l'Expérience) pour obtenir le titre d'échelon 5 Auxiliaire Spécialisé Vétérinaire.

### En Suisse
En Suisse l’auxiliaire vétérinaire est appelé Assistant en médecine vétérinaire. La formation est également un contrat d'apprentissage, comme en France, mais la durée est de 3 ans. Comme pour la France, elle est accessible aux candidat(e)s âgé(e) d'au minimum 18 ans.
Il existe plusieurs écoles de formations (par exemple à Lausanne). Il s'agit d'effectuer un travail en entreprise alterné avec des cours dans le centre de formation. Contrairement à la France, il ne s'agit pas de faire 1 semaine en cours par mois et le reste en entreprise, on y passe un jour par semaine (ici le jeudi) et le reste chez le patron.